# 沧口区

永平路55号原沧口区人民政府办公楼

沧口区，中华人民共和国山东省青岛市原辖区。位于主城区北部，西濒胶州湾，面积46平方公里。

## 历史沿革
- 1935年5月，青岛市政府重划市乡区域并改定名称，沧口区为市内八区之一；同年9月，沧口、四方两区合并为四沧区。
- 1951年，四沧区撤销，调整为沧口和四方二区。
- 1961年3月，崂山郊区的仙家寨公社所属的楼山后、坊子街、小枣园、小庄、西南渠、石家宋哥庄、徐家宋哥庄、刘家宋哥庄等8个农业生产大队划归沧口区，沧口区李村河（以河北岸为界）以南地区划归四方区。
- 1962年5月15日，将1961年9月划归沧口区的楼山后、坊子街、小枣园、小庄、西南渠、石家宋哥庄、徐家宋哥庄、刘家宋哥庄8个农业生产大队划回由崂山郊区改建的崂山县。
- 1963年2月，台西区撤销，四方区的盐滩、水清沟2个街道和2个生产大队仍划归沧口区。7月5日，沧口区管辖的西流庄人民公社划归崂山县。
- 1965年4月6日，国务院批准将楼山后人民公社13个生产大队共16个自然村划归沧口区管辖。
- 1981年，崂山县李村人民公社所辖香里大队，划归沧口区西流庄人民公社。
- 1994年4月23日，国务院批准撤销沧口区，辖区并入四方区和新成立的李沧区。
- 2015年7月10日下午，《李沧区关于调整部分街道办事处行政区划的实施方案》正式下发，其中，永安路街道办事处更名为沧口街道办事处，“沧口”作为行政命名在21年后重新回归。[參⁠ 1]

## 重要地标

### 沧口公园大滑梯
沧口公园的大滑梯是原沧口区的重要地标。沧口公园占地面积8.8万平方米，始建于1957年。其大滑梯始建于1958年，由青岛油漆厂援建，如今仍在使用。